# آرنولد لندفوگت
آرنولد لندفوگت (آلمانی: Arnold Landvoigt؛ ۶ فوریه ۱۸۷۹ – ۱۵ دسامبر ۱۹۷۰) بازیکن راگبی ۱۵ نفره اهل آلمان بود.
وی در مسابقات کشوری و بین‌المللی در مجموع برندهٔ ۱ مدال نقره شده‌است.